# Kommander
Kommander es definido con un conjunto de herramientas que permite la construcción de interfaces para scripts. Estos scripts pueden tener interacción con aplicaciones propias del entorno de KDE y programas compilados en algún lenguaje como por ejemplo C, C++, Phyton, etc. Estas propiedades lo hacen ser muy útil al momento de integrar soluciones.
Ahora Kommander, en términos más técnicos, consta de dos componentes: Editor y Ejecutor.

## El editor
Es la interfaz disponible para el programador, en la cual se crean las ventanas o cuadros de diálogo. Dentro de los cuadros de diálogo se pueden insertar controles o widget, tales como barras de progreso, botones, cuadros de imagen, etc.

## El ejecutor
Es simplemente el motor que ejecuta el código generado por el editor.

## Direcciones de Kommander
El paquete que contiene a Kommander es kdewebdev (web development apps from the official KDE release)
https://web.archive.org/web/20090627220908/http://kommander.kdewebdev.org/
La última versión está disponible en:
http://sourceforge.net/projects/kommander/
Lista de correos para usuarios y desarrolladores
https://web.archive.org/web/20070203182822/http://mail.kdewebdev.org/mailman/listinfo/kommander
https://web.archive.org/web/20070203182802/http://mail.kdewebdev.org/mailman/listinfo/kommander-devel
Un listado de muchas aplicaciones de Kommander en:
https://web.archive.org/web/20070120121622/http://www.kde-apps.org/index.php?xcontentmode=288
También hay una página de fanes de Kommander
https://web.archive.org/web/20070107232339/http://www.kommander-fanpage.de.vu/
Y ahora se une Famelix, con un wiki especial para Kommander en español
http://wiki.famelix.cl/es/Kommander (enlace roto disponible en Internet Archive; véase el historial, la primera versión y la última).
- Datos: Q3198549